# Hikmet Günaydın
Hikmet Günaydın (ur. 21 września 1970) – turecki zapaśnik walczący w stylu wolnym. Zajął jedenaste miejsce na mistrzostwach świata w 1995. Trzeci w Pucharze Świata w 1995. Czwarty na igrzyskach wojskowych w 1995. Srebrny medalista igrzysk śródziemnomorskich w 1993 roku.